# Ericeia brunneistriga
Ericeia brunneistriga là một loài bướm đêm trong họ Erebidae.